# Parkbosbruggen
De Parkbosbruggen zijn twee fiets- en wandelbruggen in het zuiden van Gent op de gebundelde fietssnelweg F7 (Gent-Kortrijk) en F45 (Gent-Oudenaarde-Kortrijk). De twee bruggen geven ook fietsers en wandelaars uit Gent toegang tot het Parkbos. Ze liggen in elkaars verlengde op het vroegere tracé (voor 1913) van de spoorlijn Gent-Kortrijk, en zijn in juni 2018 geopend.

## André Denysbrug
De André Denysbrug leidt de fietssnelweg over de Ringvaart en de R4. Ze is genoemd naar André Denys, gouverneur van Oost-Vlaanderen, en in die functie ook trekker van het dossier van het Parkbos en deze fietsbruggen.

## Zoé Borluutbrug
De Zoé Borluutbrug leidt de fietssnelweg over de autosnelweg E40. Deze brug heeft een spiraalhelling om de aanloophelling in de Leebeekstraat in te passen. Ze is genoemd naar Zoé Borluut, de eigenares die het kasteeldomein Scheldevelde wegschonk, en waar ondertussen een rusthuis en OCMW-diensten van De Pinte zijn. Dit domein Scheldevelde is rond 2016 één van de 'toegangspoorten' van het Parkbos geworden.

Tijdens de planningsfase van deze fietsbruggen was er gedurende jaren protest van buurtbewoners van de tussenliggende straat. 

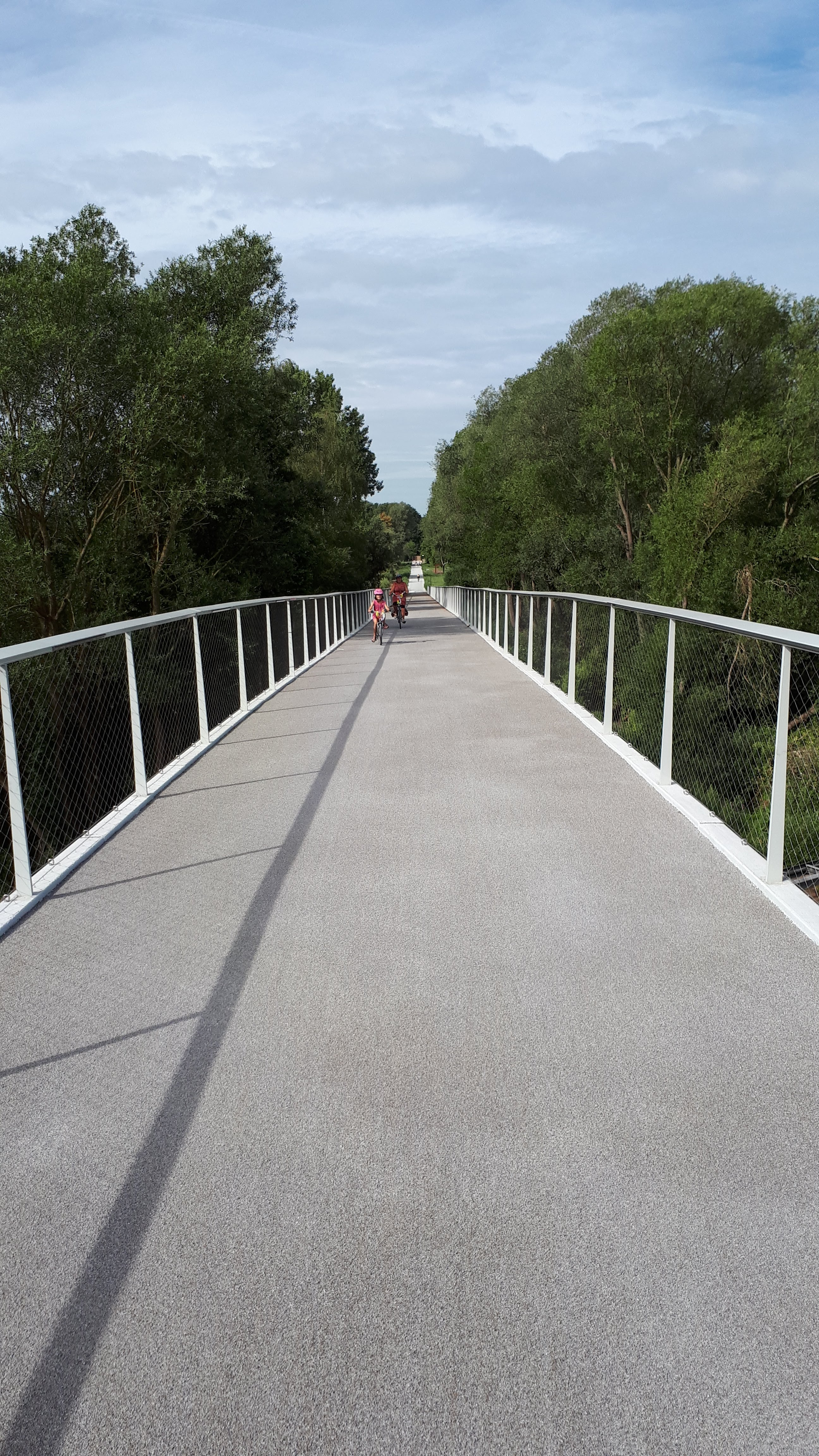
Zuidkant Zoé Borluutbrug
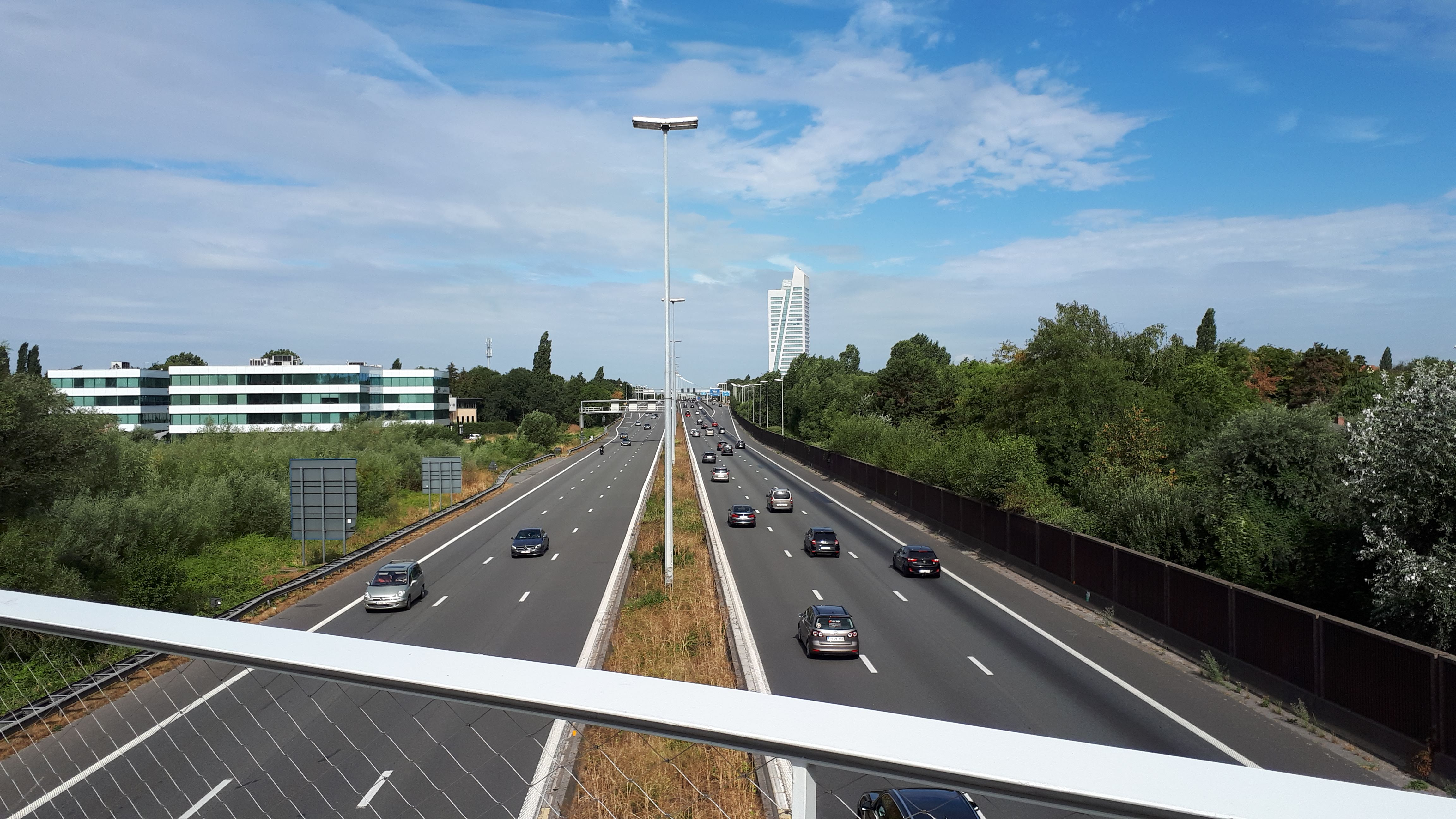
Zicht vanop Zoé Borluutbrug
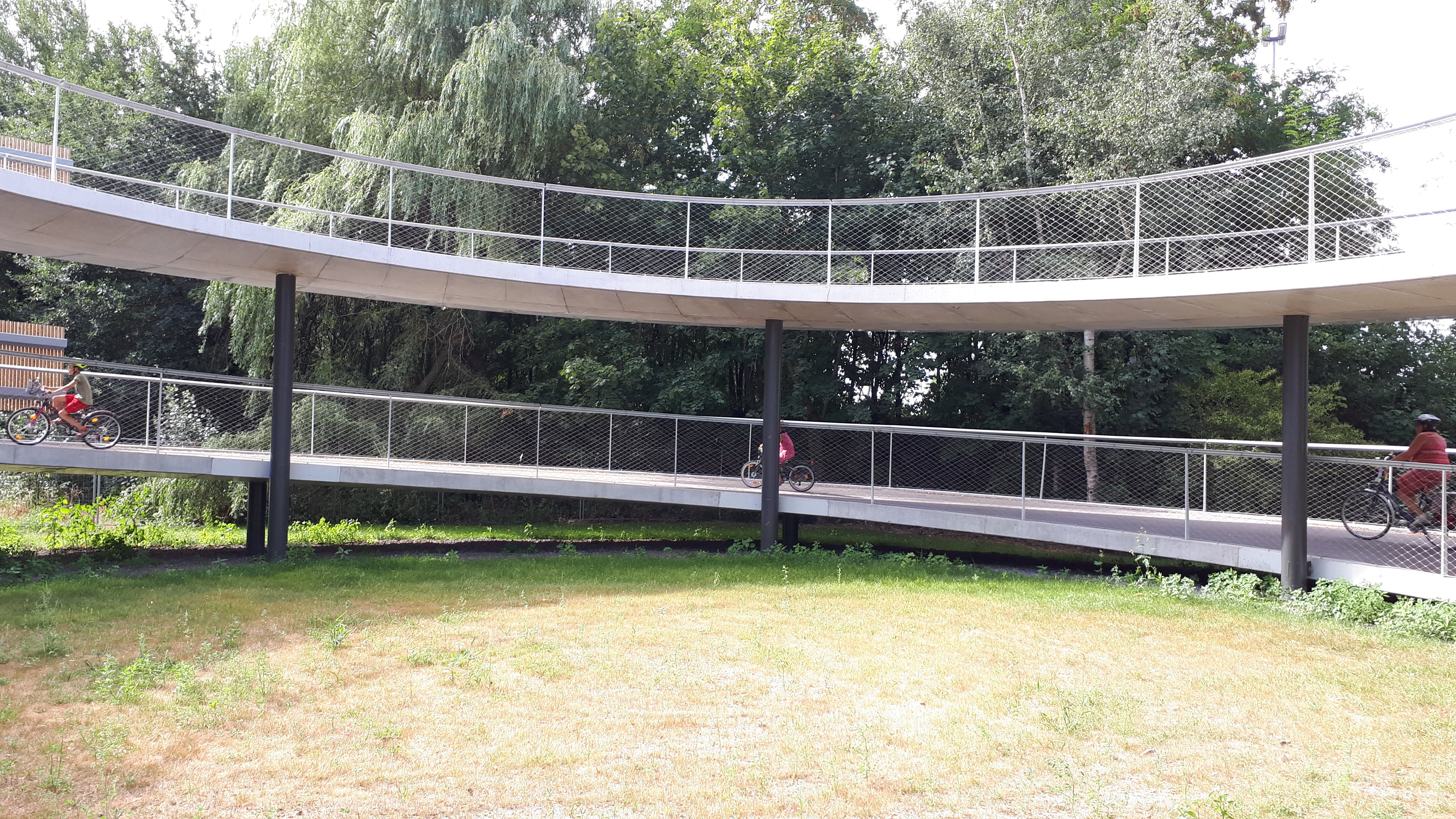
Noordkant Zoé Borluutbrug
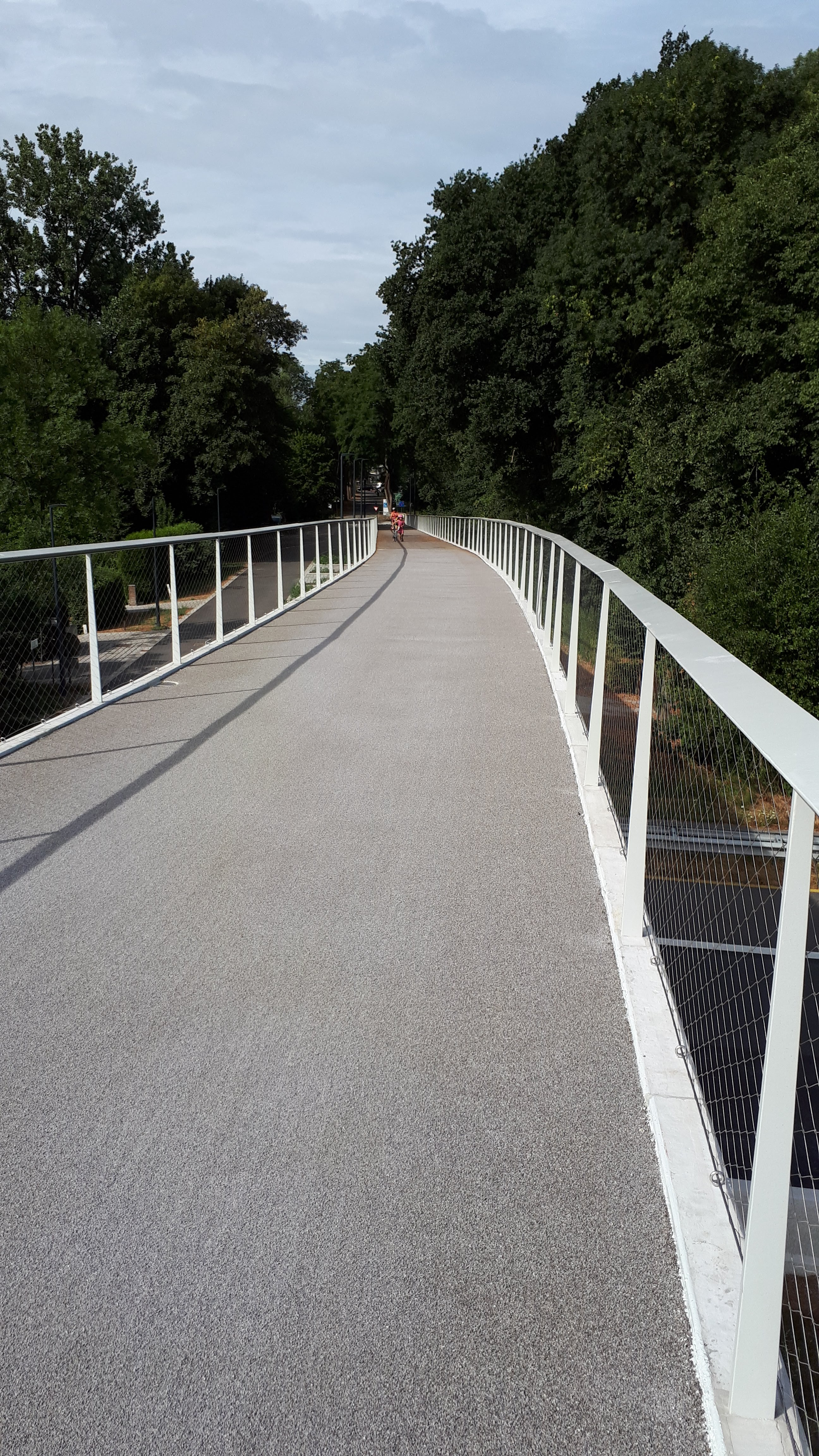
Zuidkant André Denysbrug

Academiebrug · Albertina Sisulubrug · André Denysbrug · Appelbrug · Asselsbrug · Bargiebrug · Bataviabrug · Bavobrug · Beekstraatbrug · Blaarmeersenbrugbrug · Brug der Keizerlijke Geneugten · Brugsevaartbrug · Buchtenbrug · Buchtenspoorbrug · Calcuttabrug · Charles Marcellisbrug · Contributiebrug · Dampoortbrug · Destelbergenbrug · Drongenbrug · Ekkergembrug · Emiel Clausbrug · Europabrug · Eversteinbrugbrug · Eversteinspoorbrug · Ferdinand Lousbergsbrug · François Laurentbrug · Fransevaartbrug · Gaardeniersbrug · Gasmeterbrug · Gebroeders Van Eyckbrug · Gentbruggebrug · Goedingebrug · Grasbrug · Griendijkbrug · Groendreefbrug · Groene Valleibrug · Groot-Brittanniëbrug · Grootdokbrug · Guldenmeersbrug · Heernisspoorbrug · Heinakkerbrug · Hoofdbrug · Hospitaalbrug · Hundelgembrug · Hutsepotbrug · Industriebrug · Jan Palfijnbrug · John Kennedybrug · Jozef Ghuislainbrug · Kaaksmetebrug · Kappebrug · Keizerbrug · Keizerviaduct · Ketelbrug · Klaverbladbrug · Koning Albertbrug · Koning Willembrug · Krommewalbrug · Langerbruggebrug · Leiebrug · Lievebrug · Louisa d'Havébrug · Maaltebrug · Malemvoetbrug · Mariakerkebrug · Matadibrug · Meierijbrug · Melkhambrug · Mendonkbrug · Merelbekebrug · Meulestedebrug · Minnemeersbrug · Moskoubrug · Muidebrug · Muinkbrug · Napoleon de Pauwbrug · Nieuwbrug · Nieuwebosbrug · Nieuwekalebrug · Nieuwescheldebrug · Nieuwevaartbrug · Oktrooibrug · Onthoofdingsbrug · Ottergembrug · Oudescheldebrug · Parkbosbruggen · Pontbrug · Predikherenbrug · Rabotbrug · Recolettenbrug · Rietkenbrug · Rozemarijnbrug · Sint-Agnetebrug · Sint-Antoniusbrug · Sint-Denijsbrug · Sint-Jorisbrug · Sint-Lievensbrug · Sint-Lievensviaduct · Sint-Martinusbrug · Sint-Michielsbrug · Skaldenbrug · Slachthuisbrug · Snepbrug · Snepdijkbrug · Snepvoetbrug · Spanjeveerbrug · Stropbrug · Stropspoorbrug · Ter Platenbrug · Theresianenbrug · Tolhuisbrug · Tweegatenbrug · Verapazbrug · Verlorenkostbrug · Viaduct van Gentbrugge · Visserijkombrug · Vleeshuisbrug · Voorhavenbrug=Wiedauwkaaibrug · Waalbrug · Walpoortbrug · Warmoezeniersbrug · Watermolenbrug · Westerringspoorbrug · Wijdenaardbrug · Wondelgembrug · Zoé Borluutbrug · Zomerweibrug · Zuiderlaanbrug · Zuivelbrug · Zwijnaardebrug · Zwijnaardekanaalbrug · Zwijnaardekasteelbrug